# Guitar Pro
Guitar Pro – edytor nut i tabulatur gitarowych. Program obsługuje pliki w formacie MIDI i MusicXML.

## Funkcje
Guitar Pro posiada wielościeżkowy edytor, edytor akordów, narzędzie do skal, tuner cyfrowy lub MIDI, podstrunnicę i klawiaturę, metronom i odliczanie.
Dźwięk instrumentów jest syntetyzowany za pomocą kontrolera MIDI karty dźwiękowej lub za pomocą silnika RSE (Silnik Realistycznego Dźwięku), który znacząco poprawia jakość brzmienia.